# Odile Ovart-Henri
Odile Henri-Ovart (née le 29 mai 1892 à Orp-le-Grand et morte le 31 mars 1945 à Bergen-Belsen) est la directrice de l'Institut Gatti de Gamond à Bruxelles, où elle cache des enfants juifs avec son mari Remi Ovart. Elle rejoint l'Armée secrète dès 1941. Arrêtée et déportée à Ravensbrûck, elle meurt à Bergen Belsen du typhus.

## Biographie
Odile Henri est née à Orp-le-Grand le 29 mai 1892.
Elle dirige l'institut pour jeunes filles Gatti de Gamond, rue André Fauchille n°10 à Woluwe-Saint-Pierre, où elle développe l'enseignement des jeunes filles. 
À partir de 1941, Odile Henri devient active dans l'Armée secrète, le mouvement armé de la Résistance intérieure belge, ainsi que son mari, Remi Ovart. Elle héberge des enfants juifs dans l'internat de l'institut afin de les protéger des rafles et arrestations. Des adultes trouvent aussi parfois refuge à l’internat et d’autres enfants juifs, hébergés par des familles d'accueil, fréquentent l’établissement de jour. 
En mai 1943, les allemands veulent réprimer sévèrement « le séjour illégal d’enfants juifs chez les Aryens ». La Sipo-SD effectue une première descente dans un Couvent de l’avenue Clemenceau à Anderlecht pour arrêter les fillettes juives qui y sont cachées. Ils accordent un délai à la mère supérieure pour qu'elle puisse préparer les enfants, ce qui permet à la résistance de les évacuer. Vingt jours plus tard, une perquisition est menée à l’Institut Gatti de Gamond. 
Le 12 juin 1943, la Sipo-SD, arrête Odile Henri-Ovart, son mari Remi Ovart et leur fille Andrée Ovart âgée de 22 ans. Ils sont détenus à la prison de Saint-Gilles. Andrée Geulen qui organise, avec Ida Sterno, le placement des enfants juifs dans des familles d'accueil et enseigne dans l'établissement est présente mais n'est pas arrêtée. Les onze enfants juifs présents à l'internat sont emmenés par les nazis, ainsi qu'une jeune fille juive, Chaja Gankarska. Seul un bébé échappe à la rafle.
Andrée Ovart est libérée au bout de 48 jours de détention, après avoir été interrogée à plusieurs reprises, avenue Louise, au siège de la Gestapo. Les trois membres de la famille Ovart ayant reçu des Allemands la possibilité pour un seul d'entre eux d'être libéré, Odile Henri-Ovart offre ce « ticket de sortie » à sa fille pour qu’elle puisse être libérée,.
Les enfants et adultes juifs arrêtés au pensionnat Gatti de Gamond le 12 juin 1943 ont été déportés à Auschwitz-Birkenau le 31 juillet par le convoi n° 21.
Remi Ovart est déporté dans le camp de concentration de Sachsenhausen le 24 mars 1944, puis dans celui de Buchenwald le 6 février 1945. Il est abattu lors des marches de la mort en avril 1945.
Odile Henri-Ovart est déportée au camp de concentration de Ravensbrück le 24 mars 1944 puis, en février 1945, à celui de Bergen-Belsen, où elle succombe du typhus exanthématique le 31 mars 1945, à la veille de sa libération,

## Reconnaissance
Odile Henri-Ovart est reconnue Prisonnière politique à titre posthume.
Odile Henri-Ovart et Remi Ovart sont déclarés Juste parmi les Nations par l'Etat d'Israël le 4 octobre 1994. Un arbre est planté en leur honneur dans l’Allée des Justes au Mémorial Yad Vashem à Jérusalem.  
Des pavés de la mémoire sont apposés rue Maurice Liétart à Woluwe-Saint-Pierre en hommage à Odile Henri-Ovart, Remi Ovart et Andrée Ovart ainsi qu'aux douze jeunes déportés.
Andrée Maucourant-Ovart se voit remettre la médaille des déportés juifs de Belgique au nom de ses parents en juin 1993, lors d'une cérémonie qui rassemble des enfants cachés et sauvés par Odile Henri-Ovart.

## Le sort des autres victimes de la rafle
Sur les onze enfants emmenés à la caserne Dossin à Malines, dix sont déportés à Auschwitz le 31 juillet 1943 par le convoi 21 et assassinés. Un d'entre eux, Bernard Lipsztadt, 12 ans, réussit à s'évader, le 28 juillet 1943, de l’hôpital Onze-Lieve-Vrouwe-Gasthuis à Malines,.
Chaja Gancarska est évacuée de force d’Auschwitz lors des marches de la mort vers Ravensbrück puis Malchow-Leipzig. Elle est libérée sur la route par les Alliés le 23 avril 1943. Elle décède en 2015.
La fille de Remi et Odile Ovart, Andrée Ovart-Maucourant, crée l’ASBL Odile Henri famille d’accueil en 1980, un service laïque de placement familial dans l'esprit pédagogique de sa mère. Cette association est implantée à Bruxelles, dans le Borinage, le Centre et dans la province du Luxembourg et aide plus de 300 jeunes quotidiennement, ce qui correspond à plus de 200 familles d’accueil. Andrée Maucourant-Ovart décède en 2004,.